# Den mjuka staten
Den mjuka staten – Feminiseringen av samhället och dess konsekvenser är en fackbok av Erik J Olsson och Catharina Grönqvist Olsson utgiven 2024 på Karneval förlag.

## Innehåll

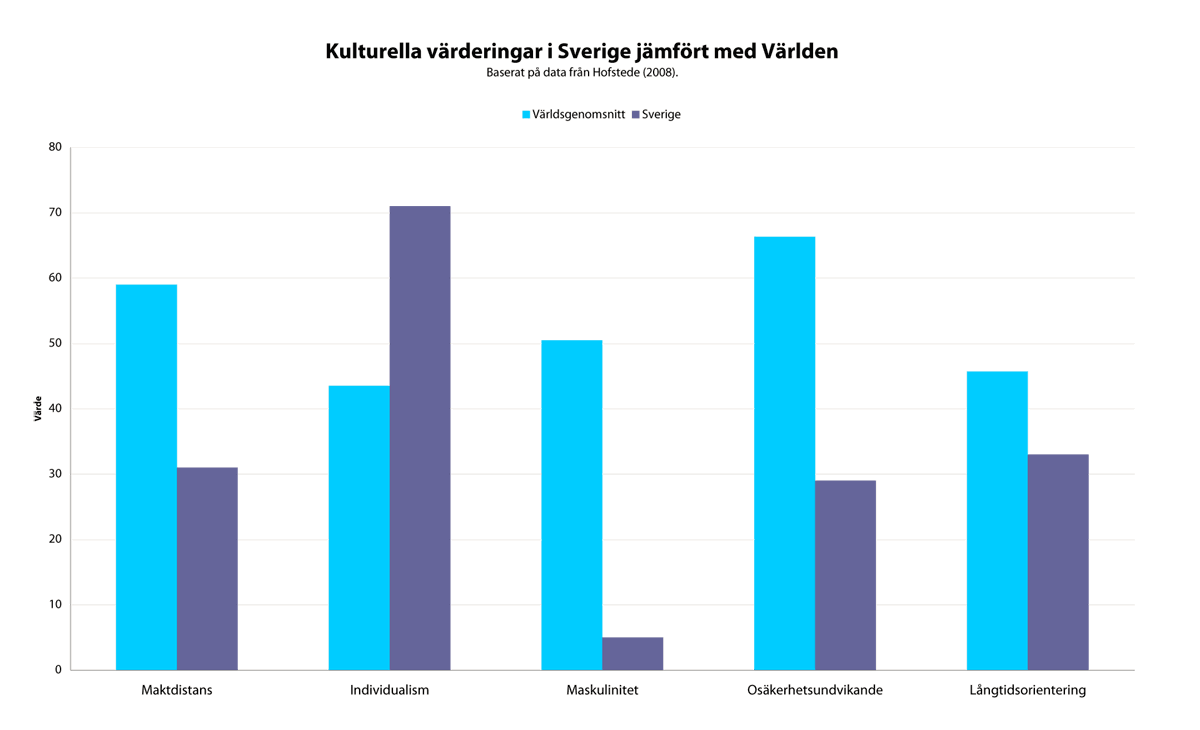
Diagrammet visar Geert Hofstedes fem kulturdimensioner och jämför kulturella värderingar mellan medelvärden för hela världen (ljusa staplar) och motsvarande värde för Sverige (mörka staplar). Staplarna i mitten jämför parametern maskulinitet.

Teorin att mänskliga samhällen är mer eller mindre maskulina eller feminina prövades först av sociologen Geert Hofstede på 1960-talet.
Författarna Erik J Olsson, som är professor i teoretisk filosofi och forskar om jämställdhet inom offentlig styrning, och Catharina Grönqvist Olsson, som undervisar om artificiell intelligens och digitalisering, beskriver hur Sverige har blivit ett alltmer "kvinnligt" samhälle och de följder som det har lett till.
Bokens titel syftar på begreppet "den mjuka staten" myntat av Gunnar Myrdal.

## Mottagande
Jesper Ahlin Marceta skrev i Göteborgs-Posten att "Vad gäller faktiska insikter om samhället är boken inte mer tillförlitlig än valfritt kommentarsfält på internet. Den är bara längre och mer välskriven: Misogynin är mycket välformulerad." och att boken "aldrig [hade] klarat vetenskaplig granskning".
Boken recenserades i Svenska Dagbladet av Gunilla Kindstrand.
Erik Jersenius skrev i Dagens Nyheter att "'Den mjuka staten' lanserar en provocerande hypotes om att Sverige är ett feminiserat samhälle. Det är en kittlande teori som kräver fler rent empiriska studier".
Thomas Nordegren beskrev boken som "en av årets mest kontroversiella böcker" och intervjuade författarna. Redan innan intervjun hade flera lyssnare hört av sig och frågat "hur Sveriges Radio över huvud taget kan intervjua författarna" som de menade hade "misogyna åsikter".
Bokens författare gjorde långa intervjuer om boken i Kvartals program Fredagsintervjun och i Världen idag:s program Hotspot där de bland annat bemötte kritiken mot boken.